# Apolinar de Rato y Hevia
Apolinar de Rato y Hevia de Argüelles (Gijón, 1830-Madrid, 22 de mayo de 1894) Abogado y escritor asturiano, bisabuelo de Rodrigo Rato.

## Biografía
Estudió el bachillerato en la Facultad de Filosofía de la Universidad de Oviedo. Después, estudió Derecho en dicha Universidad y en la de Madrid. Ejerció en Oviedo como abogado, hasta que en 1858 fue designado fiscal de Baracoa, Cuba, capitán de voluntarios y asesor de la Marina de Guerra. En 1859 fue trasladado a Bejucal, y luego a La Habana como fiscal primero de la Capitanía. Durante un semestre fue auditor de guerra en Santo Domingo. En La Habana fue abogado durante catorce años, logrando prestigio, y fue secretario del Banco de Comercio y teniente de alcalde de la ciudad. Perteneció a la comisión que redactó la Ley Hipotecaria para Cuba y Puerto Rico. Retornó a España en 1880, siendo nombrado auditor de la Capitanía General de Aragón. Al dejar los asuntos militares, se esforzó en mejorar el rendimiento de la agricultura asturiana y colaboró en publicaciones especializadas. Escribió también en el Boletín de la Sociedad Geográfica. Abordó en sus escritos los problemas económico-administrativos de las Antillas. Asistió al Congreso de Geografía Colonial, en Madrid, 1884. Fue uno de los fundadores del Centro Asturiano de Madrid. En su vejez, escribió duras críticas contra el marxismo en distintos folletos. Por otra parte, solicitó a la Real Academia Española la introducción de palabras asturianas en el diccionario oficial.

## Obras
- Vocabulario de las palabras y frases bables que se hablaron antiguamente y de las que hoy se hablan en el Principado de Asturias
- Noticias sobre el concejo de Carreño

## Distinciones
- Encomienda de la Orden Americana de Isabel la Católica